# Dactylische hexameter
De dactylische hexameter is een versregel die bestaat uit zes voeten of versvoeten, gebaseerd op de lengte van de lettergrepen. De hexameter was de meest gebruikte versvoet voor epische gedichten in de klassieke oudheid, waarin zowel de Ilias als de Odyssee van Homerus geschreven zijn, alsook de Aeneis van Vergilius. Ook de Metamorphosen van Ovidius, een werk dat in vele opzichten afwijkt van het traditionele epos, is in de dactylische hexameter geschreven.

## Opbouw
Een voet of versvoet kan schematisch worden voorgesteld met streepjes en boogjes. Het symbool voor een lange lettergreep is een streepje (—), voor een korte lettergreep een boogje (∪). Als scheidingsteken tussen de verschillende versvoeten gebruikt men meestal een schuin streepje (/). In een dactylische hexameter komen de volgende versvoeten voor.
- Een spondee (Spondaeus): lang-lang (in symbolen: — —)
- Een trochee (Trochaeus): lang-kort (in symbolen: — ∪)
- Een dactylus: lang-kort-kort (in symbolen: — ∪ ∪)

In traditionele, in hexameters geschreven teksten gaat het niet om het rijm, maar ligt de nadruk op het metrum.
De eerste vijf voeten zijn telkens ofwel een dactylus, ofwel een spondee. Vaak is bij de eerste versvoet sprake van een dactylus; de vijfde is bijna altijd een dactylus. Indien de vijfde versvoet toch een spondee is, spreken we van een spondeïsch vers. De zesde versvoet is een spondee of een trochee.
Een vers met veel spondeeën klinkt meestal gedragen, plechtig of neerslachtig, een vers met dactylen meestal vrolijk. Verzen met veel dactylen worden vanwege het snelle ritme bij voorkeur gebruikt om een snelle opeenvolging van acties uit te drukken.
In het Nederlands is de lengte altijd gekoppeld aan de klemtoon. Een lange lettergreep is ook altijd hoger en luider dan een korte. Gezamenlijk heet dat klemtoon. In het Grieks en het Latijn echter kon de klemtoon onafhankelijk optreden van de lengte.
Enkele voorbeelden:
- Heel vaak schreef mijn pen die zin neer op kleine papiertjes.

In symbolen zou dat zijn: — — / — — / — — / — ∪ ∪ / — ∪ ∪ / — ∪
- Geef me m'n hoed en m'n jas en m'n tas want ik ga me bedrinken.

In symbolen zou dat zijn: — ∪ ∪ / — ∪ ∪ / — ∪ ∪ / — ∪ ∪ / — ∪ ∪ / — ∪

## Cesuur
In elk vers staat er een cesuur (rustpunt //). Meestal is dit na de 5de halve voet. Men spreekt dan van een semiquinaria. Anders wordt er een cesuur geplaatst na de 3de en/of de 7de halve voet. Men spreekt hier dan van respectievelijk de semiternaria en semiseptenaria. Met de voorbeelden van hierboven:
- Heel vaak schreef mijn pen // die zin neer op kleine papiertjes.

In symbolen zou dat zijn: — — / — — / — // — / — ∪ ∪ / — ∪ ∪ / — ∪
- Geef me m'n hoed en m'n jas // en m'n tas want ik ga me bedrinken.

In symbolen zou dat zijn: — ∪ ∪ / — ∪ ∪ / — // ∪ ∪ / — ∪ ∪ / — ∪ ∪ / — ∪
In dit laatste voorbeeld kunnen evenwel cesuren worden geplaatst na de 3de en/of de 7de halve voet. Men vermoedt dat in de Oudheid de voordrager zelf de vrijheid had om de plaats van de cesuren te interpreteren:
- Geef me m'n hoed // en m'n jas en m'n tas // want ik ga me bedrinken.

In symbolen zou dat zijn: — ∪ ∪ / — // ∪ ∪ / — ∪ ∪ / — // ∪ ∪ / — ∪ ∪ / — ∪

## Voorbeelden uit het Latijn
- In nova fert animus mutatas dicere formas (Dit is het eerste vers van Ovidius' Metamorphoses) - Mijn geest zet mij ertoe aan te dichten over veranderde vormen

In symbolen zou dat zijn: — ∪ ∪ / — // ∪ ∪ / — — / — — / — ∪ ∪ / — —
- Een ander voorbeeld, de eerste zin van de Aeneis, is Arma virumque cano, Troiae qui primus ab oris - Ik bezing de wapenfeiten en de man, die als eerste van de kust van Troje kwam

In symbolen zou dat zijn: — ∪ ∪ / — ∪ ∪ / —//— / — — / — ∪ ∪ / — —

## Voorbeelden uit het Grieks
- Μῆνιν ἄειδε, θεά, Πηληϊάδεω Ἀχιλῆος (Dit is het eerste vers van Homeros' Ilias) - Godin, bezing de wrok van de Peleaïde Achilles

In symbolen zou dat zijn: — ∪ ∪ / — ∪ ∪ / — // — / — ∪ ∪ / — ∪ ∪ / — ∪